# Sławutycz (piwo)

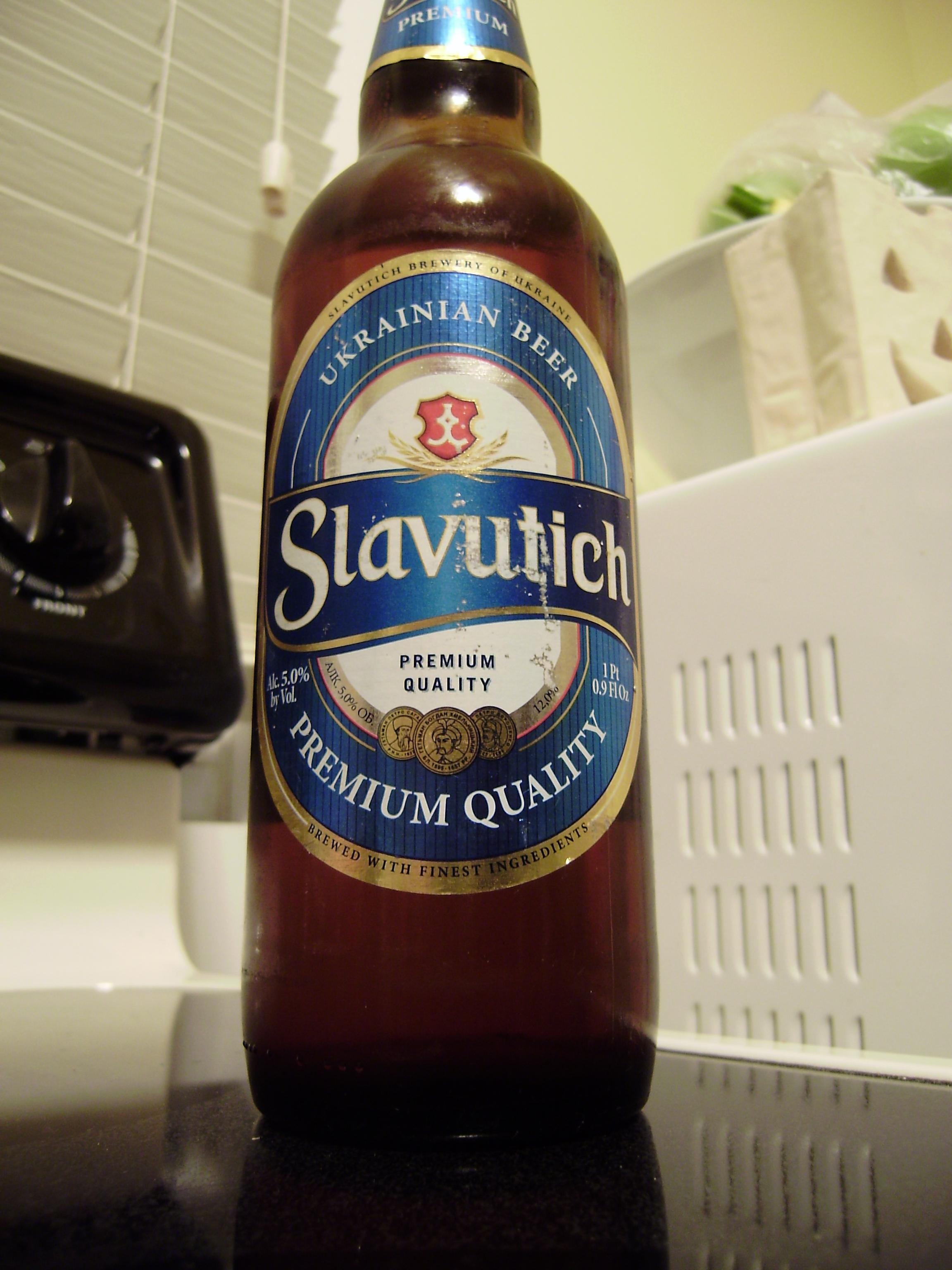
Butelka piwa Sławutycz

Sławutycz (ukr. Славутич) – ukraińska handlowa marka piwa produkowana początkowo przez browar w Zaporożu, potem również w przejętych zakładach w Mołoczańsku, Melitopolu i Kijowie.
Do głównych gatunków piwa należą:
- Sławutycz Switłe
- Sławutycz Premium
- Sławutycz Micne
- Sławutycz Ajs
- Sławutycz Bezalkoholne

Oprócz nich produkuje się piwa licencyjne Bałtyka No 3, Bałtyka No 9 i Carlsberg (od 2006), oraz Foster’s i Holsten (od 2007).